# Plagiodontia ipnaeum
Хутія саманська (Plagiodontia ipnaeum) — вид гризунів родини хутієвих. Відомий зі знайдених останків на острові Гаїті. Судячи зі скелетних останків, цей вид був найбільшим у роді Plagiodontia. Вимер приблизно після прибуття європейських переселенців.